# Uda, Argeș
Uda là một xã thuộc hạt Argeș, România. Dân số thời điểm năm 2002 là 2601 người.